# ATP Tour World Championships 1996
L'ATP Tour World Championships 1996 è stato un torneo di tennis giocato sul cemento indoor. 
È stata la 27ª edizione del torneo di singolare di fine anno, la 23ª del torneo di doppio di fine anno
ed era parte dell'ATP Tour 1996. 
Il torneo di singolare si è giocato all'EXPO 2000 Tennis Dome di Hannover in Germania, 
dal 19 al 24 novembre 1996.
Il torneo di doppio si è disputato all'Hartford Civic Center di Hartford (Connecticut) negli USA,
dal 13 al 17 novembre 1996.

## Campioni

### Singolare
Pete Sampras ha battuto in finale  Boris Becker, 3–6, 7–6(5), 7–6(4), 6(11)–7, 6–4

### Doppio
Todd Woodbridge /  Mark Woodforde hanno battuto in finale  Sébastien Lareau /  Alex O'Brien, 6–4, 5–7, 6–2, 7–6